# مليكة مقدم
مليكة مقدم كاتبة جزائرية تكتب باللغة الفرنسية ولدت في 5 أكتوبر 1949 في القنادسة ولاية بشار درست طب الكلى في جامعة وهران هي الآن مقيمة في مونبوليي في فرنسا. تدافع مليكة عن حقوق المرأة وتنتقد التقاليد العربية والإسلامية.[بحاجة لمصدر]

## سيرة
ولدت عام 1949 بكنادسة لعائلة صحراوية تعيش بشكل متواضع في أقصى جنوب الجزائر. درست في وهران ثم في باريس. بعد أن أصبحت طبيبة متخصصة في أمراض الكلى، انتقلت إلى مونبلييه في عام 1979.
حصلت مليكة مقدم على الجنسية الفرنسية عام 1982. وتوقفت عن ممارسة مهنتها عام 1985 لتتفرغ للأدب. وفي أعقاب آسيا جبار، تبرز بين المؤلفين من أصل جزائري وتعبير فرنسي.
فازت بجائزة Littré عام 1991 عن رواية Les hommes qui Marchent التي نشرها رامزي. بطلة هذه القصة، ليلى، أكبر إخوتها، تكافح لتتمكن من مواصلة دراستها ودخول كلية الطب. مثل ليلى أو سلطانة، بطلة روايتها "المنع"، تواصل مليكة مقدم النضال من أجل أن تتمكن جميع النساء من الدراسة والتحرر من الاضطهاد الذي يعانين منه من الرجال.
كتبها مدفوعة بالحب والعنف الذي تقود به هذه المعركة. "نشوة الأرق"، وهو عمل نُشر عام 2003، معروف أيضًا برحلته الخاصة، حيث يروي الانفصال عن عائلتها، التي أعدت لها مستقبلًا كربة منزل وزواجًا، والانفصال عن الجزائر خلال العقد الأسود، والانفصال مع الزوج بعد سبعة عشر عامًا من العيش معًا.

## عائلة
علاقاته مع والدها مقطوعة بسبب تهجمها على الإسلام وإلحادها حيث رفض والدها رؤيتها والتحدث إليها

## أعمالها
أهم مئلفاتها:
1. Les Hommes qui marchent (Ramsay, 1990)
2. Le Siècle des sauterelles (Ramsay, 1992)
3. L'interdite (Grasset, 1993)
4. Des rêves et des assassins (Grasset, 1995)
5. La Nuit de la lézarde (Grasset, 1998)
6. N'zid (Seuil, 2001)
7. La transe des insoumis (Grasset, 2003)
8. Mes hommes (Grasset, 2005)
9. Je dois tout à ton oubli (Grasset, 2008)
10. La désirante (Grasset, 2011)